# Ouette
Ouette es un género de arañas araneomorfas de la familia Ochyroceratidae. Se encuentra en Seychelles y China.

## Lista de especies
Según The World Spider Catalog 14.5:
- Ouette gyrus Tong & Li, 2007 — China
- Ouette ouette Saaristo, 1998 — Seychelles